# Camp Rock 2: The Final Jam
Camp Rock 2: The Final Jam là bộ phim truyền hình ra mắt năm 2010 của Phim nguyên bản kênh Disney và phần tiếp theo của series Camp Rock. Phim được quay ở Toronto, Ontario và ở trại gần thành phố.Bộ phim bắt đầu sản xuất vào tháng 10 năm 2009. Bộ phim ra mắt ngày 5 tháng 9 năm 2010 trên Disney Channel Asia. Phim được phát hành trên đĩa DVD và Blu-ray vào ngày 7 tháng 9 năm 2010, tại Mỹ và Canada và đã được công chiếu trên Disney Channel.

## Kịch bản
Mitchie Torres (Demi Lovato) trở về Camp Rock để được đoàn tụ với tất cả bạn bè trại của cô. Shane Gray (Joe Jonas) và bạn tình của mình và anh em ban nhạc Jason (Kevin Jonas) và Nate (Nick Jonas) đến trại gà trong một toa xe sau khi xe buýt của họ đã rơi vào hồ. Trong khi đó, Axel Turner (Daniel Kash), Giám đốc mới Camp Star nằm trên hồ, mời Camp Rock để tham dự một Bonfire thân thiện. Sau khi xem buổi biểu diễn nhạc Camp Star của Luke Williams (Matthew "Mdot" Finley), một số thành viên của Camp Rock, kể cả cựu Camp Rock diva Tess Tyler (Meaghan Jette Martin), quyết định rời Camp Rock và tham gia Camp Star sau khi Axel hứa hẹn tăng gấp đôi mức lương của họ. Tess nhanh chóng trở thành đối tác với Luke trên tất cả các buổi biểu diễn của Camp Star.Trong khi đó, Nate yêu Dana (Chloe Bridges), con gái của Axel, tuy nhiên, cha của Dana từ chối không để cho cô ấy 
được chơi với Nate do họ là đối thủ của Camp Star.Vì hầu hết các nhân viên của Camp Rock đã ra đi, Mitchie và những người bạn của cô trở thành tư vấn viên Camp Rock.Khi thảo luận về tương lai của Camp Rock, Mitchie và bạn bè của cô kế hoạch một cuộc thách thức âm nhạc giữa hai phe tại Final Jam. Camp Star đồng ý,Axel đề nghị cuộc thách thức âm nhạc đang phát sóng trực tiếp trên TV, một cuộc Camp War sắp bắt đầu, ai thua thì phải đóng cửa.
Camp Rock đặt trái tim và linh hồn của họ với Shane và Mitchie, phần còn lại các trại sinh làm vũ công, và một video được thực hiện bởi Trevor (Frankie Jonas) được phát sóng trong bài hát.Tuy nhiên, Camp Star thắng,có nghĩa là Camp Rock bây giờ sẽ phải đóng cửa. Mặc dù thua cuộc, Camp Rock được tiếng vỗ tay lớn từ đám đông và Tess cảm thấy xấu hổ vì cô ấy biết Camp Rock xứng đáng giành chiến thắng. Các trại sinh Camp Rock quay về và làm buổi đốt lửa trại cuối cùng. Khi các trại sinh Camp Star bắt đầu thích Camp Rock, nhiều trại sinh Camp Star xin được tham gia buổi đốt lửa trại của Camp Rock, một số trại sinh Camp Star muốn được gia nhập Camp Rock mùa hè tới bởi vì Camp Rock vui nhộn, nhiều hoạt động hơn Camp Star

## Diễn viên
- Demi Lovato vai Mitchie Torres
- Joe Jonas vai Shane Gray
- Nick Jonas vai Nate Ericcs
- Kevin Jonas vai Jason Devlin
- Meaghan Martin vai Tess Tyler
- Alyson Stoner vai Caitlyn Gellar
- Frankie Jonas vai Fred Gray